# Pala di Fiesole
A Pala di Fiesole (tradução: Altar de Fiesole ou Retábulo de Fiesole) é uma pintura que representa a Virgem Maria no trono com o Menino Jesus (uma Maestà) ladeados por santos, feita pelo mestre pintor italiano do início da Renascença, Fra Angelico, e feita no período 1422-1423. Encontra-se na igreja do Convento de San Domenico em Fiesole. Tem a particularidade de ter sido amplamente alterada por Lorenzo di Credi em 1501 aquando da «modernização» da igreja.

## História
É talvez a mais antiga pintura que se conhece de Fra Angelico, tendo provavelmente sido instalada em 1424-1425 após a realização dos panejamentos do altar; originalmente deveria ter um fundo dourado mas Lorenzo di Credi modernizou-o juntando-lhe uma paisagem em 1501, após a montagem do que seria um tríptico no qual a Virgem, no seu trono, estaria separada dos santos que a ladeiam, e estes sobre medalhões de tondo, com os três painéis a terminar em pináculo em arco ogival. Assim, juntou um estrado e um drap d'honneur por trás das figuras e que esconde parcialmente o trono da Virgem.
Foi este o retábulo do altar-mor da igreja, separado dos fiéis por um coro alto, destinado principalmente aos religiosos do convento, que ajoelhavam à altura da predela. Foi deslocado posteriormente para a primeira capela do lado esquerdo.

## Tema
Trata-se de uma Madonna con il Bambino e i santi Tommaso d'Aquino, Barnaba, Domenico e Pietro martire ou seja Virgem em majestade entronizada com o Menino Jesus e acompanhada de anjos e santos na postura tradicional denominada sacra conversazione.
Destinada a um edifício dominicano (dedicado à Virgem em hiperdulia) estando presentes os santos fundadores da Ordem Dominicana.

## Descrição

### Painel central

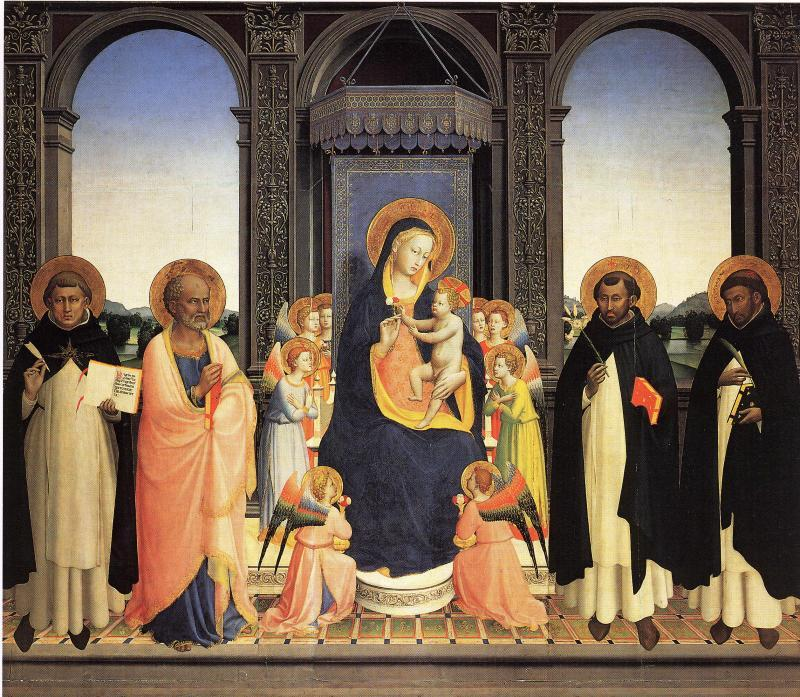

A Virgem com o Menino está ao centro no trono, assistida por um séquito e sobre um estrado de base curva central e um pavimento de cor avermelhada. Está rodeada de anjos de asas polícromas cujo tamanho é minorado, e as suas vestes alternam entre o rosa-claro, púrpura, azul e verde-malaquita.
De ambos os lados os santos ostentam os seus atributos: 
- à esquerda: S. Tomás de Aquino e S. Barnabé,
- à direita: S. Domingos e S. Pedro Mártir,

À exceção de Jesus que tem um halo elíptico, as outras figuras sagradas tem um halo redondo, completo e sem perspetiva.
Em primeiro plano, o rebordo arquitetónico de uma cornija marca a transição entre uma faixa de ervas e o solo.
A "modernização" de Lorenzo di Credi colocou este primeiro plano frente a três arcos separados por pilastras decoradas com entrelaçamento. A paisagem lacustre é percetível através das aberturas laterais no fundo de um grande gradiente de céu azul.

### Predela
Os cinco painéis da predela estão na National Gallery (Londres) (bem como um tondo da cornija representando São Rómulo).
Neles figuram cerca de 300 personagens (anjos, profetas, santos do Novo Testamento, figuras dominicanas) flanqueando o ressuscitado Cristo Redentor, provavelmente o único painel saído da mão do mestre, pois o outro é com certeza da mão do seu irmão Benedetto.
Os painéis laterais têm 24 dominicanos voltados para Cristo e para o tabernáculo situado entre a predela e o painel central.
Cristo Redentor adorado por santos, profetas e membros da Ordem Dominicana

### Pilastras
Dos santos nas pilastras e pequenos painéis decorativos só são conhecidos quatro estando dois no Musée Condé em Chantilly e dois em coleção particular.

## Análise
Alguns detalhes lembram a formação inicial de Fra Angelico: miniaturista de contornos castanho-avermelhados com têmpera, praticante da pintura bizantina a partir da perspetiva hierárquica da dimensão dos anjos em relação à Virgem, aos santos e ao fundo dourado original. A sua compreensão das inovações da pintura florentina tornou-o, apesar dos precedentes anteriores, um especialista no controlo de perspetiva geométrica, aqui ascendente, inclinando fortemente o pavimento na direção dos fiéis ajoelhados, assim substituindo a perspetiva tradicional da Virgem através de um desenho de um trono com apoios de braços e os rostos dos anjos, orientados a três quartos. Lorenzo di Credi acentuou esta perspetiva rigorosa escondendo parcialmente a paisagem por trás dos santos.